# 監置
監置（かんち）とは、法廷等の秩序を維持し、裁判の威信を保持することを目的とする法廷等の秩序維持に関する法律による監置場への留置をいう。以下では、「法廷等の秩序維持に関する法律」の条文については、条名のみを記載する。

## 概要
下記のいずれかに当たる者が科されうる制裁である（2条）。
- 裁判所又は裁判官が秩序を維持するために命じた事項を行わない
- 裁判所又は裁判官が秩序を維持するために執った措置に従わなかった
- 暴言、暴行、けん騒その他不穏当な言動で裁判所又は裁判官の職務を妨害した
- 暴言、暴行、けん騒その他不穏当な言動で裁判の威信を著しく害した

期間は20日以下であり、過料が併科されうる（同条）。監置の裁判は決定でする（4条1項）。
同法による監置および過料は、従来の刑事的・行政的処罰のいずれの範疇にも属しない特殊の処罰である。同法による監置および過料の裁判をするに当たっては令状の発付など憲法の要求する手続が適用されず（3条2項等）、証拠調べを義務づけていない（4条3項）。しかし、この制裁は裁判所の面前等における言動、つまり現行犯的行為に対し裁判所自体によって適用されるものであるため、事実や法律の問題が簡単明瞭であり、これによって被処罰者に関し憲法の保障する人権が侵害されるおそれがないため、憲法に違反しない。
同法により地裁・家裁・簡裁またはその裁判官がした制裁の裁判に対しては、高裁に抗告することができ（5条1項）、抗告について高裁のした裁判に対しては最高裁に特別抗告することができる（6条1項）。
なお、同法に規定するような行為は、英米法諸国では法廷侮辱罪として制裁の対象となりうる。
監置を科された者は刑事施設に附置される監置場に留置されるが、最寄りの地に監置場がないとき等は刑事施設内の特に区別した場所に留置することができる（刑事収容施設及び被収容者等の処遇に関する法律287条）。